# Frédéric Frans
Pour les articles homonymes, voir Frans (homonymie).
Frédéric Frans, né le 3 janvier 1989 à Wespelaer en Belgique, est un footballeur et entraîneur belge qui joue au poste de défenseur. Il est actuellement l'entraîneur du RWDM Brussels.

## Biographie
Frédéric Frans commence sa carrière avec le club du K Lierse SK. Il débute en 1re division belge avec cette équipe lors de l'année 2007. En juin 2014, son contrat n'est pas renouvelé et il se retrouve sans club.
Le 13 octobre 2014, il rejoint Partick Thistle.
À l'issue de la saison 2022-2023, il décide de raccorcher les crampons mais reste toutefois au club pour endosser le rôle d'entraîneur des U23 en D3 VV.

## Palmarès
- Champion de Belgique de deuxième division en 2010 avec le Lierse SK[2]